# 鶴山駅 (平安南道)
鶴山駅（ハクサンえき、朝鮮語: 학산역）は、朝鮮民主主義人民共和国平安南道殷山郡にある駅で、殷山線に属する。

## 隣の駅
殷山線
殷山駅 - 鶴山駅 - 戴建駅